# عين بوسعدية
عين بوسعدية هي إحدى قرى ولاية سليانة وهي مقر عمادة. انتصبت بها منذ مطلع عام 2007 وحدة لتعليب المياه المعدنية.

## وصلة خارجية
الوحدة الصناعية لتعليب مياه جبل برقو تدخل مرحلة الإنتاج
1. ↑  "المناطق الترابية (العمادات) حسب الولايات والمعتمديات". اطلع عليه بتاريخ 2024-11-30.